# Cockfosters
Cockfosters is een wijk in het Londense bestuurlijke gebied Enfield, in de regio Groot-Londen.